# 고요한 밤 거룩한 밤

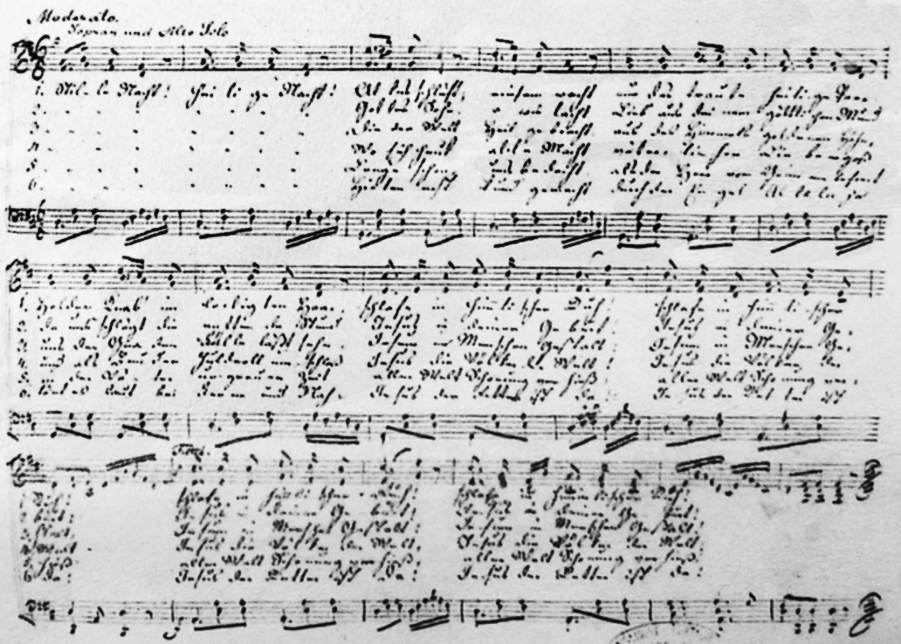
원본 악보

고요한 밤 거룩한 밤(silent night)은 해마다 크리스마스를 전후하여 전 세계적으로 가장 많이 불리는 캐럴 송 중 하나다. 1818년 프란츠 그루버(Franz Xaver Gruber)가 작곡하고, 오스트리아의 오베른도르프(Oberndorf bei Salzburg)에서 요제프 모어(Joseph Mohr)가 가사를 붙였다.

## 노래의 탄생

#### 발상지
이 노래의 발상지는 오스트리아의 음악도시 잘츠부르크에서 약 20km 떨어진 오베른도르프(Oberndorf)라는 조그마한 마을이다. 이 마을은 독일과 오스트리아의 국경에서 자동차로 약 20분 걸리는 곳에 위치해 있다.

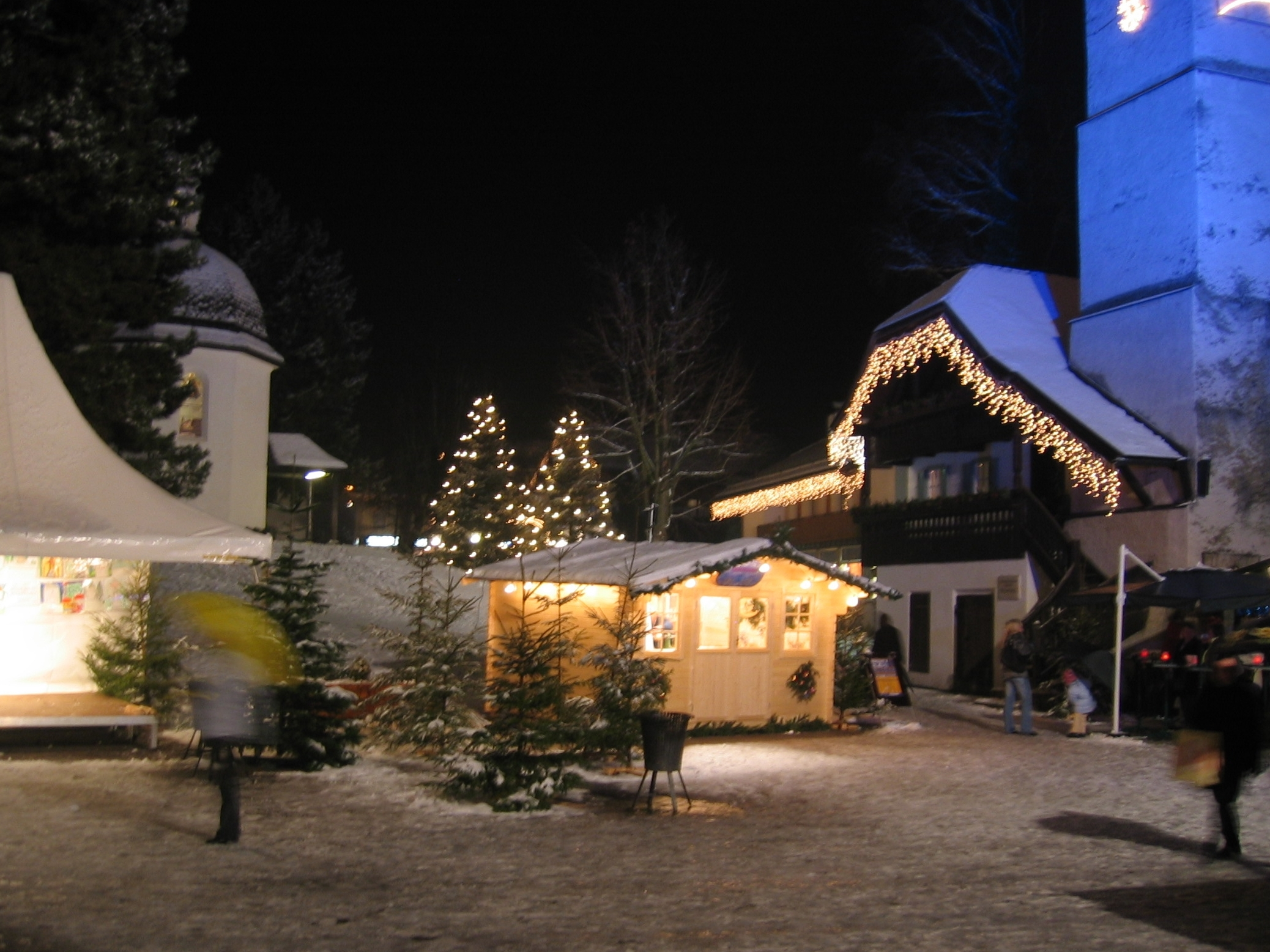
이 노래의 발상지가 된 성당

#### 1818년 성탄절
1800년대 초 이 마을에 요제프 모어(Joseph Mohr)라는 가톨릭 교회 사제와 프란츠 그루버(Frantz Gruber)라는 학교선생이 있었다. 음악의 도시 잘츠부르크에서 태어난 모어는 이 마을의 성 니콜라우스 성당에서 1817년부터 1819년까지 사제로 재직했다. 그루버는 이웃 마을인 아른스도르프에서 1807년부터 1829년까지 학교선생으로 있으면서 성 니콜라우스 성당에서 오르간 반주를 맡아 일하고 있었다. 이 두 사람은 얼굴을 자주 맞대며 일하는 동안 자연히 가까워졌다.
1818년의 크리스마스 축제를 얼마 앞두고 당시 26세인 모어 신부는 그루버 선생에게 축복이 가득한 성탄 전야에 모여들 마을 사람들을 기쁘게 해주기 위해 무엇인가 만들어 보자고 제안했다. 이에 대해 그루버도 좋은 생각이라며 찬성을 했고, 이 제안은 곧 실행에 옮겨졌다.
모어 신부는 모든 사람들이 조용하게, 크리스마스를 맞이하여 부를 수 있는 노래를 만들기로 했다. 그는 그 동안 해마다 크리스마스 때가 되면 느꼈던 감정을 토대로 "고요한 밤 거룩한 밤(Stille Nacht Heilige Nacht)"으로 시작되는 노랫말을 만들었다. 이 노랫말은 6절로 되어 있는데 1절은 다음과 같다.
Stille Nacht, heilige Nacht!
Alles schläft, einsam wacht
Nur das traute hochheilige Paar.
Holder Knabe im lockigen Haar,
Schlaf in himmlischer Ruh',.
Schlaf in himmlischer Ruh'.
모어 신부는 이 노랫말을 성탄전일인 12월 24일 그루버선생에게 전하면서 두 명의 솔로, 그리고 기타반주를 곁들인 합창에 맞도록 곡을 만들어 줄 것을 부탁하였다. 노랫말을 받고 난 그루버는 그의 탁월한 음악 소질을 발휘하여 그날 밤으로 곡을 만들었다. 성탄전일의 조용하고 거룩한 뜻을 담고 있는 가사에 어울리는 곡이었다.
모어 신부는 이 곡이 무척 마음에 들었다. 이 노래는 두 사람의 공동노력으로 오베른도르프의 성 니콜라우스 성당에서 곡을 만든 당일인 12월 24일 저녁미사 도중에 처음으로 불렸다. 물론 참석한 신도들로부터 많은 갈채를 받았다.
모어 신부는 기타를 치면서 테너를 맡고, 그루버 선생은 베이스를 맡았으며, 교회합창단이 후렴을 불렀다. 그 후 "고요한 밤 거룩한 밤"은 매년 크리스마스 때가 되면 이 교회에서 불리면서 점점 널리 알려지게 되었다.

### 보급
성공회 플로리다 교구(Episcopal Diocese of Florida)의 프리먼 영 주교(Bishop John Freeman Young)가 노래를 번역하여 소개하였으며,급기야 전 세계에 보급되었고, 모어가 가사를 만들고 그루버가 곡을 붙인 "고요한 밤 거룩한 밤"노래는 한국에도 소개되어 크리스마스때가 되면 많은 이들이 즐겨부르는 노래가 되었다.

## 관련 내용
제1차 세계 대전이 발생 중인 1914년 12월 24일 크리스마스 이브에 벨기에의 이프르에서 영국과 독일 간의 전쟁중 독일군의 한 병사가 크리스마스 캐롤인 고요한 밤 거룩한 밤을 불렀는데, 이를 들은 영국 군사들이 환호하자 독일군이 노래를 다 끝마친 후 독일군 장교가 나와 영국군 하사와 악수를 하여 정전을 맺었다. 이를 크리스마스 정전이라 한다.
1937년 8월 15일 성 니콜라오 성당은 고요한 밤 거룩한 밤의 노래를 만든 모어 신부와 그루버 두 사람을 기념하기 위해 "고요한 밤 성당(Stille Nacht Kapelle)"으로 명명되었다.

## 가사 (한국어)

### 개신교식 번역본

#### 1절
고요한 밤 거룩한 밤 어둠에 묻힌 밤/주의 부모 앉아서 감사 기도 드릴 때/아기 잘도 잔다 아기 잘도 잔다

#### 2절
고요한 밤 거룩한 밤 영광에 둘린 밤/천군천사 나타나 기뻐 노래 불렀네/구주 나셨도다 구주 나셨도다

#### 3절
고요한 밤 거룩한 밤 동방의 박사들/별을 보고 찾아와 꿇어 경배 드렸네/구주 나셨도다 구주 나셨도다

#### 4절
고요한 밤 거룩한 밤 주예수 나신 밤/그의 얼굴 광채가 세상 빛이 되었네/구주 나셨도다 구주 나셨도다 아멘

### 가톨릭식 번역본

#### 1절
고요한 밤 거룩한 밤 만상이 잠든 때/홀로 양친은 깨어있고 평화 주시러 오신 아기/평안히 자고 있네 평안히 자고 있네

#### 2절
고요한 밤 거룩한 밤 하늘의 천사가/기쁜 소식을 알려주니 착한 목동은 기뻐하네/구세주 나셨도다 구세주 나셨도다

#### 3절
고요한 밤 거룩한 밤 천주의 성자가/인간 모습을 취하시니 우리 구원을 알림인가/우리 주 강생했네 우리 주 강생했네

#### 4절
고요한 밤 거룩한 밤 하느님 사랑을/오늘 우리게 베푸시니 천하만민은 화해하네/지극한 사랑이여 지극한 사랑이여

## 참고 문헌
- 자료출처 : '독일, 독일인' 손선홍 저, 기린원출판